# DeWolf Hopper
DeWolf Hopper, il cui nome completo era William DeWolf Hopper (New York, 30 marzo 1858 – New York, 23 settembre 1935), è stato un attore, cantante, comico e impresario teatrale statunitense.
Famoso interprete della scena teatrale di Broadway di fine Ottocento e del primo Novecento, prese parte come attore anche a qualche film. 
Il 1º maggio 1884 è Pomaret nella prima assoluta di Désirée di John Philip Sousa a Washington.
Nel 1896 Don Enrico Medigua/El capitan nella prima assoluta di El capitan di Sousa a Broadway e nel 1898 Demidoff nella prima assoluta di The Charlatan di Sousa a Montréal.
Si sposò cinque volte. Suo figlio William, nato nel 1915 dal suo matrimonio con Hedda Hopper, avrebbe conosciuto il successo come attore, interpretando il ruolo di Paul Drake nei telefilm della serie Perry Mason. Poiché il figlio aveva lo stesso nome del padre (William DeWolf Hopper), per distinguere i due, talvolta Hopper viene chiamato anche DeWolf Hopper sr.
Il suo nome è rimasto legato a una famosa poesia dedicata al baseball, Casey at the Bat che venne presentata al pubblico nel maggio 1888 al Wallack's Theatre di New York. Hopper, nel corso della sua carriera, avrebbe poi recitato la poesia almeno diecimila volte

## Filmografia
- Don Quixote, regia di Edward Dillon (1915)
- Sunshine Dad, regia di Edward Dillon (1916)
- Mr. Goode, Samaritan, regia di Edward Dillon (1916)
- Casey at the Bat, regia di Lloyd Ingraham (1916)
- Stranded, regia di Lloyd Ingraham (1916)
- Intolerance, regia di D.W. Griffith (1916)
- Puppets, regia di Tod Browning - cortometraggio (1916)
- Rough Knight (1916)
- At the Round Table, regia di Murray Roth (1930)
- For Two Cents, regia di Roy Mack (1931)
- Ladies Not Allowed, regia di Joseph Santley - cortometraggio (1932)